# Mario J. Molina
Mario José Molina Henríquez (n. 19 martie 1943, Ciudad de México, Mexic – d. 7 octombrie 2020, Ciudad de México, Mexic) a fost un chimist mexican, laureat al Premiului Nobel pentru Chimie (1995).